# 735
735(칠백삼십오)는 734보다 크고 736보다 작은 자연수다.

## 수학
- 합성수로, 그 약수는 총 12개다. (1, 3, 5, 7, 15, 21, 35, 49, 105, 147, 245, 735)
  - 735의 진약수의 합은 633이므로, 735는 부족수다.
- {\displaystyle 97^{4}-1}은 735로 나누어떨어진다.

## 과학·기술
- NGC 735(영어판): 삼각형자리 방향에 있는 나선은하.
- 735 마르크하나(영어판): 소행성.
- 노키아 루미아 735(영어판): 노키아의 스마트폰.

## 교통

### 철도
- 홋카이도 여객철도 735계 전동차(일본어판)
- 서울 지하철 7호선 내방역의 역번호.

### 도로
- 735번 지방도: 전북특별자치도 김제시 봉남면에서 익산시 동산동까지 이어지는 대한민국의 지방도.
- 현도 제735호선

## 군사
- 735 해군 항공대(영어판): 과거 존재한 영국의 해군 항공대.
- U-735(영어판, 독일어판): 제2차 세계 대전에 사용된 나치 독일의 군용 잠수함.

## 문화유산
- 대한민국의 보물 제735호: 영주 부석사 고려목판

## 기타
- 연도: 735년, 기원전 735년